# Asclepias tomentosa
Asclepias tomentosa là một loài thực vật có hoa trong họ La bố ma. Loài này được Elliott mô tả khoa học đầu tiên năm 1817.